# Luca Palmiero
Luca Palmiero (Mugnano di Napoli, 1º maggio 1996) è un calciatore italiano, centrocampista dell'Avellino.

## Caratteristiche tecniche
È un centrocampista centrale, dotato di buona tecnica individuale e temperamento, agisce prevalentemente come playmaker davanti alla difesa ma può essere schierato anche come mediano.

## Carriera

### Club

#### Inizi, prestiti a Paganese ed Akragas
Nato a Mugnano di Napoli, ma cresciuto a Marano di Napoli, muove i primi passi con la squadra del proprio paese, il Marano Calcio, prima di approdare nel settore giovanile del Napoli.
Il 20 agosto 2015 viene ceduto in prestito alla Paganese, con cui disputa 14 incontri in Serie C segnando 2 reti.
Nella stagione seguente è in Serie C con la maglia dell'Akragas dove si ritaglia un posto da titolare nella seconda metà di stagione, per poi chiudere con un bilancio di 25 partite giocate.

#### Cosenza, Pescara e Chievo
Il 19 luglio seguente si trasferisce in prestito al Cosenza con cui ottiene la promozione in Serie B, grazie alla vittoria per 3-1 nella finale playoff contro il Siena. Confermato in squadra anche per la stagione seguente, esordisce in Serie B il 26 agosto 2018, disputando l'incontro pareggiato per 1-1 contro l'Ascoli.
Rientrato a Napoli per fine prestito, prende parte al ritiro estivo con la prima squadra, per poi essere ceduto in prestito al Pescara, in Serie B, il 23 luglio 2019.
Il 25 settembre 2020 viene ceduto nuovamente in prestito in cadetteria, questa volta al Chievo.
Il 31 agosto 2021 viene ceduto in prestito al Cosenza, in Serie B. Colleziona 29 presenze senza segnare mai: a fine campionato conquista una sofferta salvezza sotto la guida di Pierpaolo Bisoli.

#### Ritorno a Pescara e passaggio all'Avellino
Il 1º settembre 2022 viene ceduto a titolo definitivo al Pescara, tornando a militare nei biancazzurri dopo 2 anni.
Il 14 luglio 2023 viene acquistato dall'Avellino.

### Nazionale
Ha giocato nelle nazionali giovanili italiane Under-16, Under-17 ed Under-18.

## Statistiche

### Presenze e reti nei club
Statistiche aggiornate al 10 maggio 2025.
| Stagione        | Squadra         | Campionato      | Campionato | Campionato | Coppe nazionali | Coppe nazionali | Coppe nazionali | Coppe continentali | Coppe continentali | Coppe continentali | Altre coppe | Altre coppe | Altre coppe | Totale | Totale | Totale |
| Stagione        | Squadra         | Comp            | Pres       | Reti       | Comp            | Pres            | Reti            | Comp               | Pres               | Reti               | Comp        | Pres        | Reti        | Pres   | Reti   |        |
| --------------- | --------------- | --------------- | ---------- | ---------- | --------------- | --------------- | --------------- | ------------------ | ------------------ | ------------------ | ----------- | ----------- | ----------- | ------ | ------ | ------ |
| 2015-2016       | Paganese        | LP              | 14         | 2          | CI-LP           | 0               | 0               | -                  | -                  | -                  | -           | -           | -           | 14     | 2      |        |
| 2016-2017       | Akragas         | LP              | 25         | 0          | CI-LP           | 0               | 0               | -                  | -                  | -                  | -           | -           | -           | 25     | 0      |        |
| 2017-2018       | Cosenza         | C               | 26+9       | 0          | CI+CI-C         | 1+3             | 0               | -                  | -                  | -                  | -           | -           | -           | 39     | 0      |        |
| 2018-2019       | Cosenza         | B               | 27         | 1          | CI              | 2               | 0               | -                  | -                  | -                  | -           | -           | -           | 29     | 1      |        |
| 2019-2020       | Pescara         | B               | 21+2       | 1          | CI              | 1               | 0               | -                  | -                  | -                  | -           | -           | -           | 24     | 1      |        |
| 2020-2021       | Chievo          | B               | 37         | 1          | CI              | 1               | 0               | -                  | -                  | -                  | -           | -           | -           | 38     | 1      |        |
| ago. 2021       | Napoli          | A               | 0          | 0          | CI              | 0               | 0               | UEL                | 0                  | 0                  | -           | -           | -           | 0      | 0      |        |
| 2021-2022       | Cosenza         | B               | 29+1       | 0          | CI              | 0               | 0               | -                  | -                  | -                  | -           | -           | -           | 30     | 0      |        |
| Totale Cosenza  | Totale Cosenza  | Totale Cosenza  | 82+10      | 1          |                 | 6               | 0               |                    | -                  | -                  |             | -           | -           | 98     | 1      |        |
| 2022-2023       | Pescara         | C               | 29+4       | 0          | CI-C            | 1               | 0               | -                  | -                  | -                  | -           | -           | -           | 34     | 0      |        |
| Totale Pescara  | Totale Pescara  | Totale Pescara  | 50+6       | 1          |                 | 2               | 0               |                    | -                  | -                  |             | -           | -           | 58     | 1      |        |
| 2023-2024       | Avellino        | C               | 31+2       | 0          | CI-C            | 2               | 0               | -                  | -                  | -                  | -           | -           | -           | 35     | 0      |        |
| 2024-2025       | Avellino        | C               | 28         | 0          | CI+CI-C         | 2+2             | 0               | -                  | -                  | -                  | SC-C        | 2           | 0           | 34     | 0      |        |
| Totale Avellino | Totale Avellino | Totale Avellino | 59+2       | 0          |                 | 6               | 0               |                    | -                  | -                  |             | 2           | 0           | 69     | 0      |        |
| Totale carriera | Totale carriera | Totale carriera | 285        | 5          |                 | 15              | 0               |                    | 0                  | 0                  |             | 2           | 0           | 302    | 5      |        |

## Palmarès

### Club

#### Competizioni nazionali
- Serie C: 1

Avellino: 2024-2025 (girone C)